# Födelseöverskott
Födelseöverskott, demografiskt tal som anger hur många fler som fötts än som dött inom ett visst område under en viss tid.
I Sverige var antal levande födda i januari 2010 9 691 medan antalet döda var 8 528, vilket ger ett födelseöverskott på 1 163.